# Mis-Teeq
Mis-Teeq este un grup muzical britanic de muzică R&B, înființat în anul 2001. Formația era compusă din Alesha Dixon, Su-Elise Nash, Sabrina Washington și Zena McNally. Mis-Teeq a devenit cunoscut odată cu lansarea discului de debut, „Why?”, ce a atins locul 8 în Regatul Unit. La scurt timp după această realizare, Zena McNally a părăsit formația. Materialul discografic de debut, Lickin' On Both Sides, s-a comercializat în peste 600.000 de exemplare în țara natală a grupului, primind dublu disc de platină. De pe acesta au mai fost extrase patru discuri single, toate ocuând poziții de top 10 în UK Singles Chart. Ultimele patru cântece au fost lansate și în Oceania și regiunea Țărilor de Jos, situându-se pe locuri inferioare în aceste clasamente.
Cel de-al doilea album de studio, Eye Candy, a primit discul de platină în Regatul Unit, pentru vânzări de peste 300.000 de exemplare. De pe acesta a fost eliberată piesa „Scandalous”, cel mai de succes cântec lansat de formație. „Scandalous” a obținut clasări de top 40 la nivel mondial, determinând lansarea unui disc în anumite regiuni geografice în care Mis-Teeq nu promovaseră cele două albume inițiale, Lickin' on Both Sides și Eye Candy. Materialul a mai oferit două extrase pe single, „Can’t Get It Back” și „Style”.
După lansarea unui album de compilație, de tip „Greatest hits”, componentele grupului au pășit pe drumuri separate. Mis-Teeq a fost supranumit „echivalentul britanic al grupului Destiny's Child”.

## Cariera muzicală

### Debutul cu materialul „Lickin' On Both Sides”
Alesha Dixon alături de Su-Elise Nash, Sabrina Washington și Zena McNally au pus bazele formației, în anul 2000. Grupul și-a lansat discul single de debut, „Why?”, la finele anului 2000, cântec ce s-a poziționat pe locul 8 în Regatul Unit. Ulterior, McNally a hotărât să înceapă o carieră pe cont propriu, părăsind formația la scurt timp de la înființare. Cel de-al doilea disc single al grupului, „All I Want”, a obținut poziția cu numărul 2 în UK Singles Chart și s-a clasat în top 40 în Belgia și Australia.
Albumul de debut al Mis-Teeq, Lickin' On Both Sides, a fost lansat la data de 27 octombrie 2001. De pe acesta au mai fost extrase alte trei discuri single. „One Night Stand”, s-a clasat în top 20 în Australia (locul 17), Danemarca (locul 17), Regatul Unit (locul 5) și a devenit cel mai mare hit al grupului în Elveția. „B with Me” a fost cel de-al doilea hit de top 20 al formației în Australia. Ultima lansare de pe material a constituit-o un single dublu, „Roll On/This Is How We Do It”, ce s-a poziționat pe locul 25 în Olanda. În urma succesului înregistrat cu albumul de debut, Mis-Teeq au devenit, în 2003, imaginea magazinelor JD Sports, ce comercializau pe teritoriul Angliei.
Materialul a obținut locul 3 în UK Albums Chart, primind dublu disc de platină, pentru vânzări de peste 600.000 de exemplare. UK Mix oferă discului o recenzie pozitivă, acordând albumului cinci puncte dintr-un total de cinci, susținând faptul că „după succesul celor trei discuri single de top 10 [...] sosește un material plin de potențiale hituri pentru Sabrina, Su-Elise și Alesha. [...] pentru un album de debut acesta este o adevărată realizare.”

### Succesului internațional și despărțirea
După succesul primului album, formația, a lansat un nou disc single, „Scandalous”. Acesta a devenit un hit la nivel mondial, fiind clasat în top 10 în Australia, Danemarca, Irlanda, Noua Zeelandă și Regatul Unit și câștigând locuri de top 40 în majoritatea clasamentelor. Cântecul constituie și debutul grupului în Statele Unite ale Americii, poziționându-se pe locul 35 în Billboard Hot 100 și pe locul 7 în Billboard Hot Dance Airplay.
Cel de-al doilea material discografic al formației, Eye Candy, a început a fi comercializat începând cu data de 29 martie 2003. Albumul a debutat pe locul 6 în UK Albums Chart, o clasare mai slabă decât cea a predecesorului său, ce a obținut treapta cu numărul 3. Eye Candy a activat mediocru la nivel mondial, obținând clasări de top 40 doar în Noua Zeelandă. Discul a primit în general recenzii pozitive din partea criticilor muzicali de specialitate. UK Mix susține faptul că „Eye Candy își pierde influențele urbane, concentrându-se mai mult asupra unui sound R&B [...] În mare, albumul nu este la fel de interesant ca predecesorul său, însă reprezintă un material R&B de calitate superioară”. Andrew Lynch, jurnalist al publicației Entertainment (Irlanda), numește albumul „un mixaj dinamic de piese dansabile [...] și refrene pop amețitoare”. Angus Batey (Yahoo!) oferă materialului pot puncte dintr-un total de zece, apreciind într-un mod pozitiv piesele „Nitro”, „Scandalous” și „That's Just Not Me”.
Cel de-al doilea extras pe single, „Can't Get It Back”, a debutat pe locul 8 în UK Singles Chart, intrând în top 50 și în Belgia, Europa și Irlanda. Un ultim disc single, „Style”, a fost eliberat, ocupând poziția cu numărul 13 în Regatul Unit. Albumul a s-a comercializat în peste 300.000 de exemplare în țara natală a grupului, primind discul de platină.

## Discografie

### Albume
| Albume de studio     | |    |    |    |    |    |    |     |
| 2001                 | Lickin' On Both Sides - Vânzări: 600.000 (Regatul Unit);                                           | 3  | —  | 28 | 68 | 82 | —  | —   |
| 2003                 | Eye Candy - Vânzări: 300.000 (Regatul Unit);                                                       | 6  | 48 | —  | 77 | 95 | 40 | —   |
| Albume de compilație | |    |    |    |    |    |    |     |
| 2004                 | Mis-Teeq - Album de compilație lansat în SUA. - Lansat: 13 iulie 2004 - Vânzări: —                 | —  | —  | —  | —  | —  | —  | 125 |
| 2005                 | Greatest Hits - Album de compilație lansat în Regatul Unit. - Lansat: 25 aprilie 2005 - Vânzări: — | 28 | —  | —  | —  | —  | —  | —   |

### Discuri single
| Anul | Single                         | Poziția maximă | Poziția maximă | Poziția maximă | Poziția maximă | Poziția maximă | Poziția maximă | Poziția maximă | Poziția maximă | Poziția maximă | Poziția maximă | Poziția maximă | Poziția maximă | Poziția maximă | Album                 |
| Anul | Single                         | UK             | UK R&B         | IRE            | BEL            | OLA            | DAN            | ELV            | FRA            | FIN            | AUS            | NZL            | SUA Dance      | EU             | Album                 |
| ---- | ------------------------------ | -------------- | -------------- | -------------- | -------------- | -------------- | -------------- | -------------- | -------------- | -------------- | -------------- | -------------- | -------------- | -------------- | --------------------- |
| 2000 | „Why?”                         | 8              | 2              | —              | —              | —              | —              | —              | —              | —              | —              | —              | —              | —              | Lickin' On Both Sides |
| 2001 | „All I Want”                   | 2              | 2              | —              | 23             | —              | —              | 82             | —              | —              | 31             | —              | —              | —              | Lickin' On Both Sides |
| 2001 | „One Night Stand”              | 5              | 2              | 28             | 47             | —              | 17             | 24             | 46             | —              | 17             | 16             | 4              | —              | Lickin' On Both Sides |
| 2002 | „B with Me”                    | 5              | 3              | —              | —              | 77             | —              | —              | —              | —              | 19             | —              | —              | —              | Lickin' On Both Sides |
| 2002 | „Roll On/This Is How We Do It” | 7              | 3              | —              | —              | 25             | —              | —              | —              | —              | 42             | —              | —              | 22             | Lickin' On Both Sides |
| 2003 | „Scandalous”                   | 2              | 1              | 3              | 19             | 34             | 9              | 34             | 27             | 19             | 9              | 4              | 32             | 11             | Eye Candy             |
| 2003 | „Can't Get It Back”            | 8              | 5              | 14             | 48             | —              | —              | —              | —              | —              | 80             | —              | —              | 44             | Eye Candy             |
| 2003 | „Style”                        | 13             | 6              | 38             | —              | —              | —              | —              | —              | 18             | —              | —              | —              | 48             | Eye Candy             |